# Goldelund
Goldelund je obec v německé spolkové zemi Šlesvicko-Holštýnsko, v zemském okrese Severní Frísko. Žije zde 406 obyvatel.

## Poloha obce

### Sousední obce
| Růžice kompasu |            | Lindewitt |           | Růžice kompasu |
| Růžice kompasu | Lütjenholm | Sever     | Goldebek  | Růžice kompasu |
| Růžice kompasu | Lütjenholm | Goldelund | Goldebek  | Růžice kompasu |
| Růžice kompasu | Lütjenholm | Jih       | Goldebek  | Růžice kompasu |
| Růžice kompasu | Högel      |           | Joldelund | Růžice kompasu |